# موسی سیساکو
موسی سیساکو (انگلیسی: Moussa Sissako؛ زادهٔ ۱۰ نوامبر ۲۰۰۰) بازیکن فوتبال اهل مالی است.
وی همچنین در تیم ملی فوتبال مالی بازی کرده‌است.